# UR 파이트 프로모션
UR 파이트 프로모션은 미국의 프로레슬링, MMA, 복싱, 그래플링을 모두 다루는 하이브리드 단체이다.
첫번째 흥행에서는 커트 앵글과 레이 미스테리오가 10년만에 맞대결을 펼쳤다.